# Phare d'Ailly
Pour les articles homonymes, voir Ailly (homonymie).

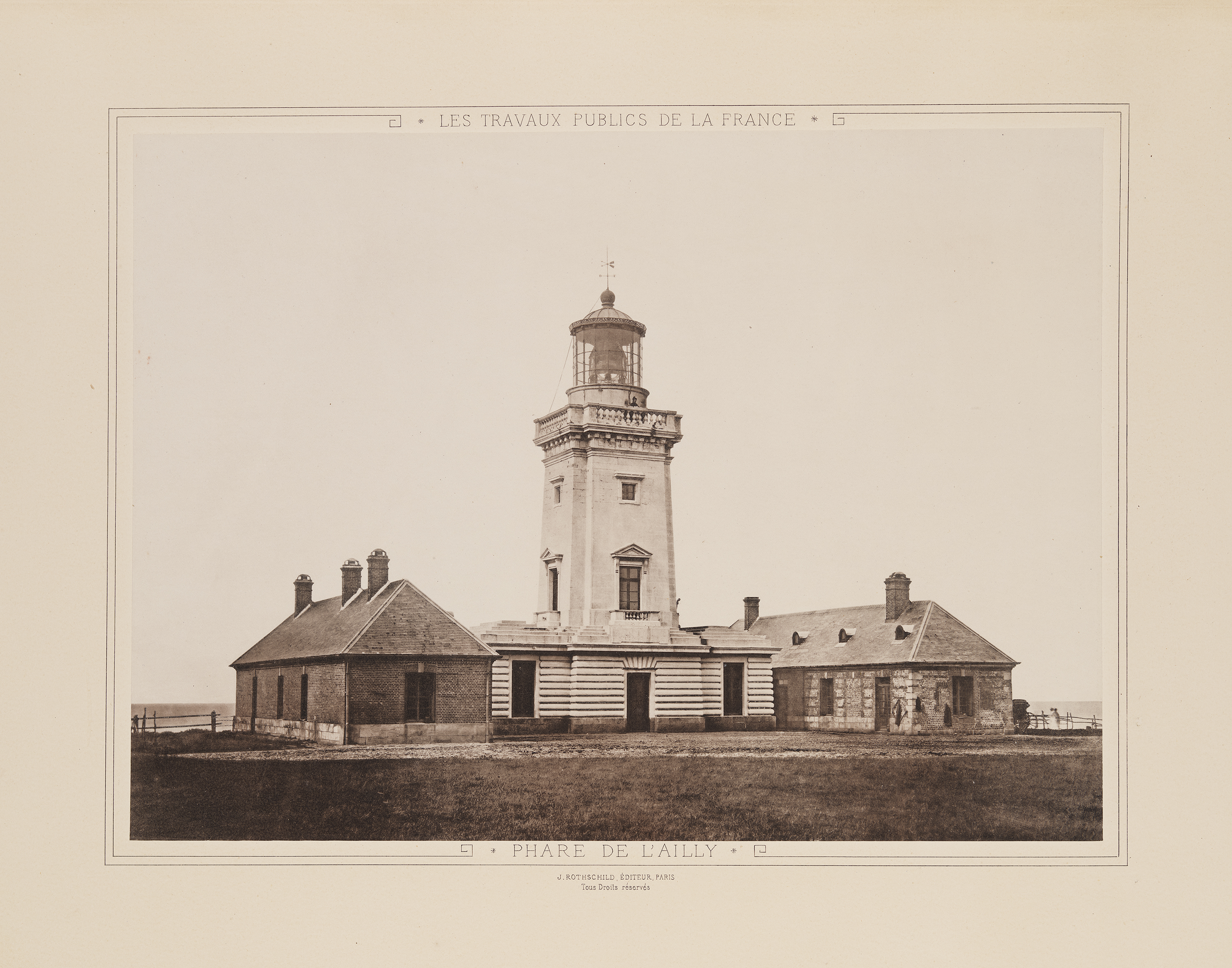
Le premier phare de 1775.

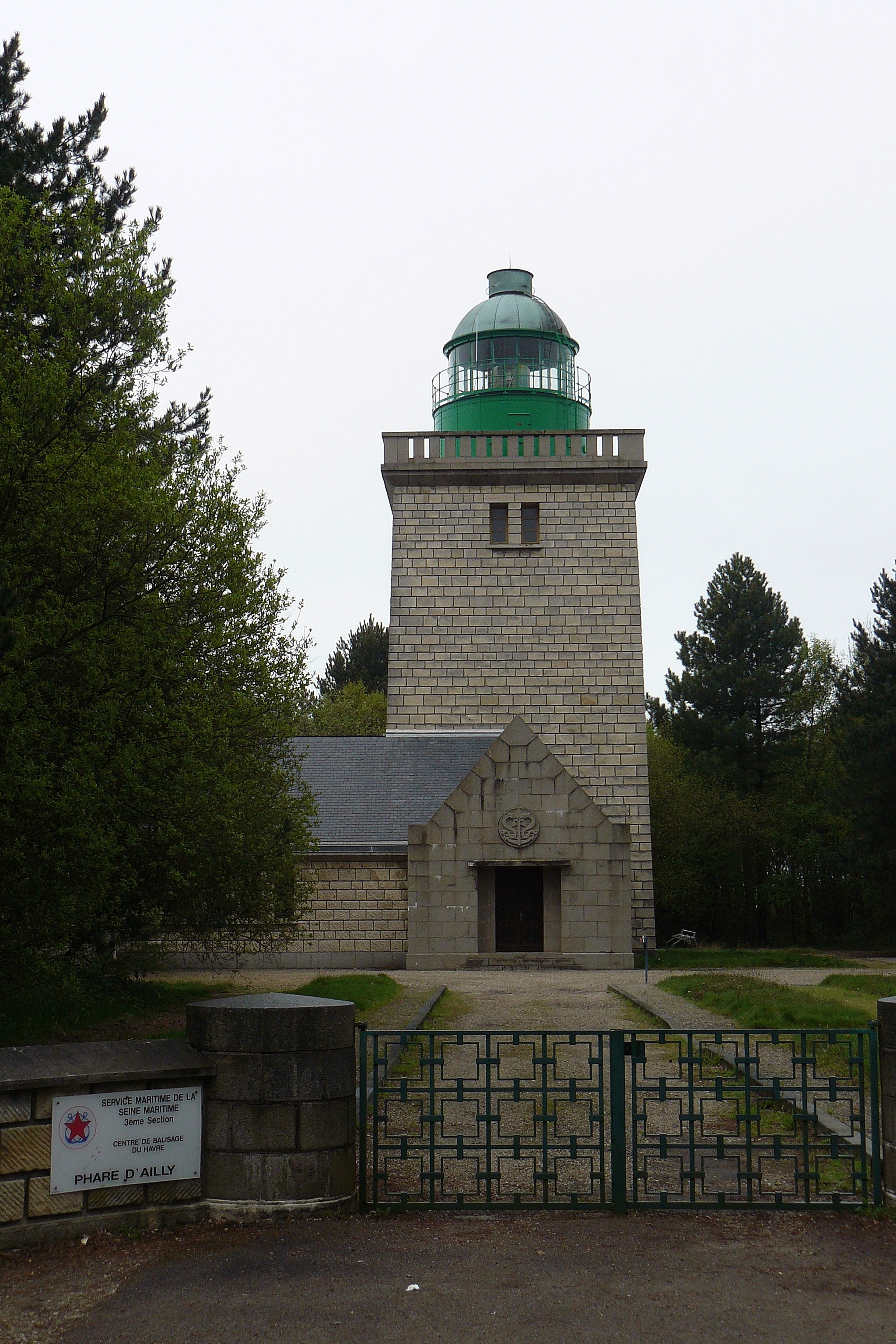
Le phare d'Ailly de Sainte-Marguerite-sur-Mer.

Le phare d'Ailly est un phare construit sur la pointe d'Ailly, dans le département français de Seine-Maritime, au sud-ouest de Dieppe, entre Varengeville-sur-Mer et Sainte-Marguerite-sur-Mer dans la région Normandie.

## Historique
Trois phares se sont succédé sur la falaise qui recule sous les assauts répétés des marées et des tempêtes.

### Le premier phare
Une tour quadrangulaire construite sur le haut de la falaise, en pierres blanches, est éclairée dès 1775 par un foyer ouvert, qui est vitré cinq ans plus tard. Il mesure 18 mètres, la lanterne 5 mètres et domine la mer de 93 mètres.
En 1776, le réchaud est modifié afin de réduire la consommation de charbon qui est de 600 kg par nuit, alors transporté à dos d'homme par l'escalier de 96 marches. On installe un treuil pour hisser le combustible sur la plateforme supérieure. Dans le même temps, on construit la maison des gardiens. La consommation de charbon baisse, la puissance lumineuse aussi.
Des travaux de restauration et de drainage des abords du bâtiment sont lancés en 1852 ainsi que l'installation du premier appareil catadioptrique à éclats de France.
Le réchaud est remplacé en 1780 par des réverbères, le service est moins pénible et l'économie notable. En 1820, des réflecteurs paraboliques, d’un meilleur rendement, viennent remplacer les miroirs sphériques. Augustin Fresnel propose en 1822 de remplacer les réflecteurs par des lentilles fabriquées par un opticien nommé Soleil.
Le phare est rapidement menacé par l'érosion de la pointe d'Ailly, bien qu'il soit construit à 156 mètres du bord de la falaise.

### Le deuxième phare
L'idée de construire un nouveau phare date de 1890. La construction débute en 1896. En 1897 sur des fondations en béton, une nouvelle tour octogonale en pierres de taille grises et briques rouges sur un large soubassement haut de 5 mètres en pierres de Marquise. Elle est implantée à 90 mètres en retrait de la première tour. Cette dernière est menacée par l’érosion de la falaise et il s'avère impossible d'installer une nouvelle lanterne ; les dimensions du système à lampe à incandescence au gaz d'huile ne permettent pas de l'adapter sur le premier phare. Le deuxième phare mesure 29 mètres et domine la mer de 99 mètres. Sa focale est d'une hauteur de 24,50 mètres.
Le 15 septembre 1899, le phare est mis en service. L'ancien phare désaffecté n'est pas démoli.
On accède à la lanterne par un escalier en colimaçon muni d'une rampe en bronze. L'intérieur de la tour est cylindrique et pavé de faïences bleu ciel. Le sommet est couvert d'une coupole en bronze.
En 1944, la tour est détruite par les bombardements alliés. La vieille tour de 1775 porte le feu provisoire et un nouveau phare est érigé sur la falaise à 92 mètres au-dessus du niveau de la mer : le phare actuel.
La mer continue son travail d’érosion et en 1938, le remplacement du deuxième phare est envisagé. Un terrain est acquis à l'Ouest du phare précédent.

## Phare actuel
Les travaux débutent en 1951. On place cinquante deux pieux de huit mètres en béton dont la tête est coulée sous un radier de 1,60 mètre d'épaisseur. Ils sont destinés à recevoir les 1 000 tonnes du phare.
Au mois de mai, on commence la construction de la tour carrée à l'extérieur, en pierres de Mignac, revêtue, à l'intérieur, d'un parement de béton de porphyre rouge bouchardé. Le porche de la tour est en granit. L'ensemble est sobre et ses lignes pures. Tant que l'ancien bâtiment fonctionne, la construction du bâtiment prévu pour abriter la machinerie est suspendue.
Il est allumé en janvier 1953. La tour carrée en maçonnerie de pierres apparentes gris rosé mesure 16 mètres et est accolée à un bâtiment en L. La lanterne  à coupole contemporaine est peinte en vert. Elle s'élève à 16,53 mètres du sol et à 94,58 mètres de la mer. L'ensemble est sur un terrain de 55 200 m2.
Le vieux phare de 1775 reste en service jusqu'au 22 avril 1958, date à laquelle le phare actuel est allumé.
Cette vieille tour ne survivra pas longtemps. Ébranlée par le dynamitage de 1944, elle ne résiste pas aux glissements du sol et, de 1960 à 1968, s'effondre petit à petit. Un des bâtiments techniques de l'époque existe encore.
L'avant-projet de construction d'une salle des machines attenante au phare est approuvé par décision ministérielle le 12 juin 1964. Les travaux durent deux ans, de janvier 1966 à décembre 1967.
Depuis 2001, le phare est équipé de capteurs atmosphériques destinés à mesurer la qualité de l'air.
Il faut gravir 91 marches pour admirer un panorama exceptionnel : depuis les falaises de Saint-Valery-en-Caux jusqu’à la baie de Somme.
Depuis le 24 novembre 2010, le phare est en totalité inscrit monument historique, à savoir : la tour, le bâtiment technique, la maison du gardien, le portail d’entrée ainsi que le tronc de la Société nationale de sauvetage en mer.

## Différents combustibles utilisés
- Charbon en 1775
- Huile végétale en  1778
- Huile minérale vers 1875
- Gaz d'huile de 1899 à 1903
- Vapeur pétrole en 1903
- Électrification en 1932[5]